# Hans Mor
Hans Mor er en amerikansk stumfilm fra 1922 af John M. Stahl.

## Medvirkende
- Gaston Glass som David Tilden
- Grace Darmond som Aline Tilden
- Georgia Woodthorpe som Mary Tilden
- Richard Headrick
- Arthur Stuart Hull
- Wedgwood Nowell som Richard Henderson
- Edward Peil Sr. som Amos Tilden